# سوتلانا کوپیستیانسکی
سوتلانا کوپیستیانسکی (انگلیسی: Svetlana Kopystiansky؛ زادهٔ ۱۱ نوامبر ۱۹۵۰) هنرمند اهل روسیه است.